# Troides amphrysus
Troides amphrysus är en fjärilsart som först beskrevs av Pieter Cramer 1779.  Troides amphrysus ingår i släktet Troides och familjen riddarfjärilar. Inga underarter finns listade i Catalogue of Life.

## Bildgalleri

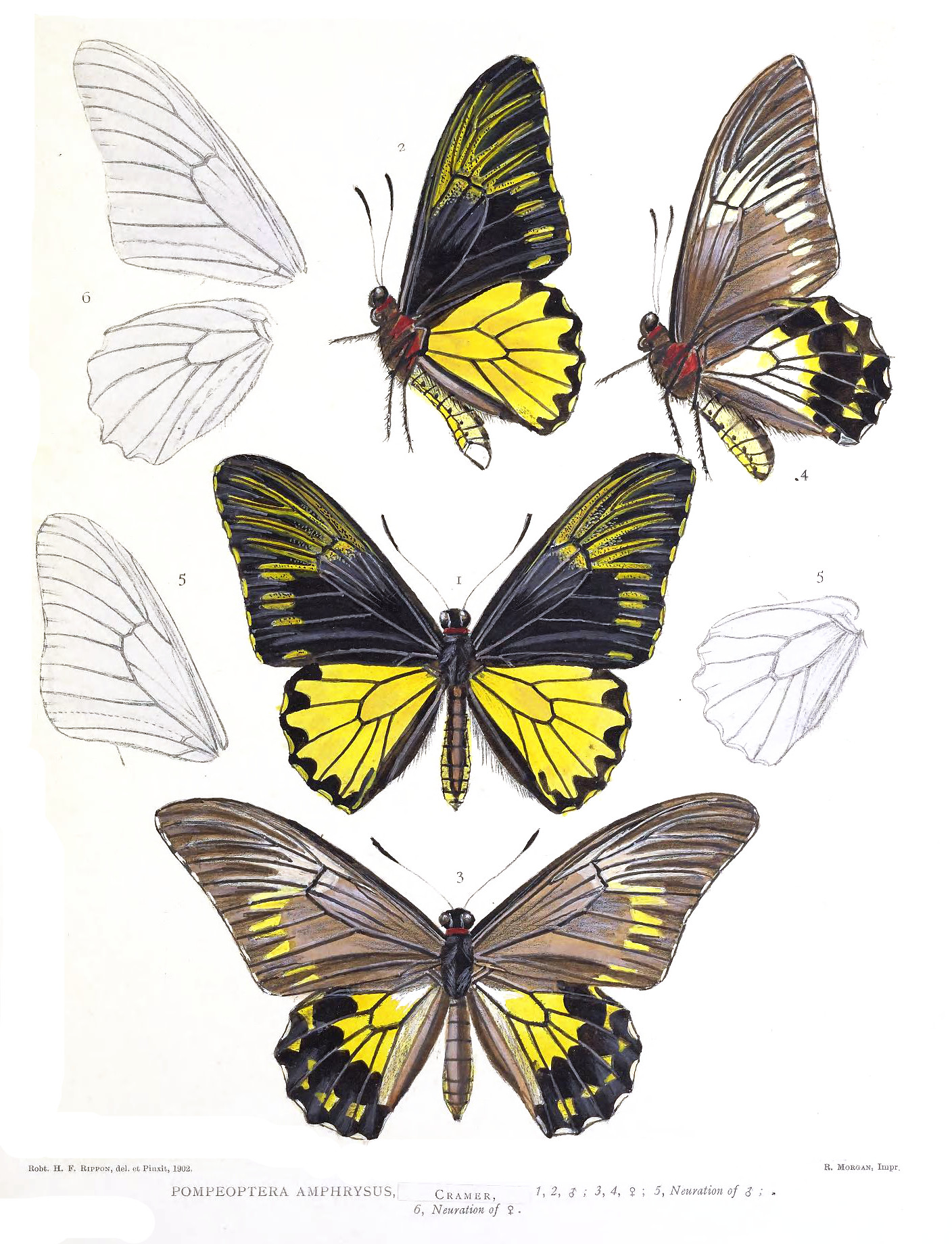
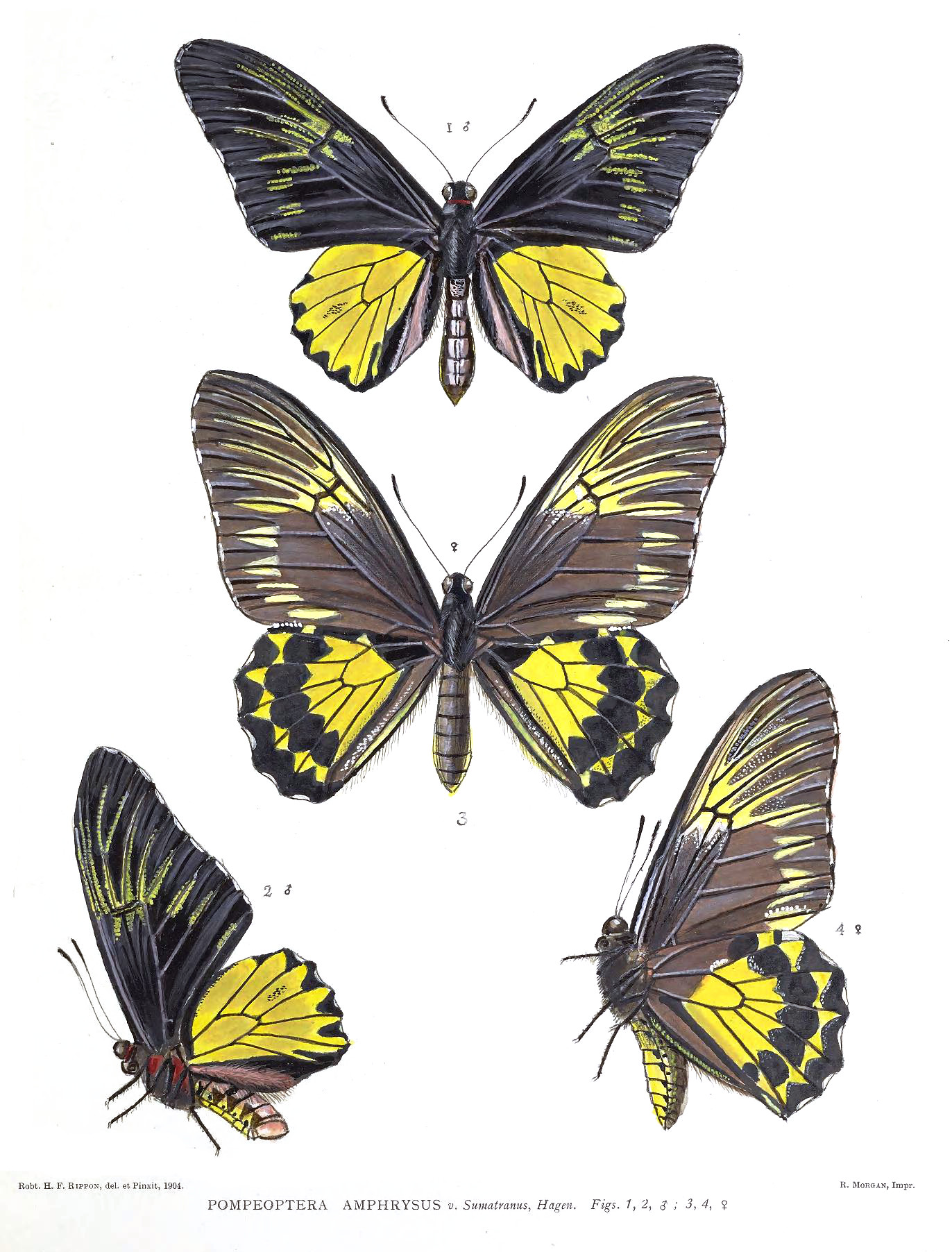
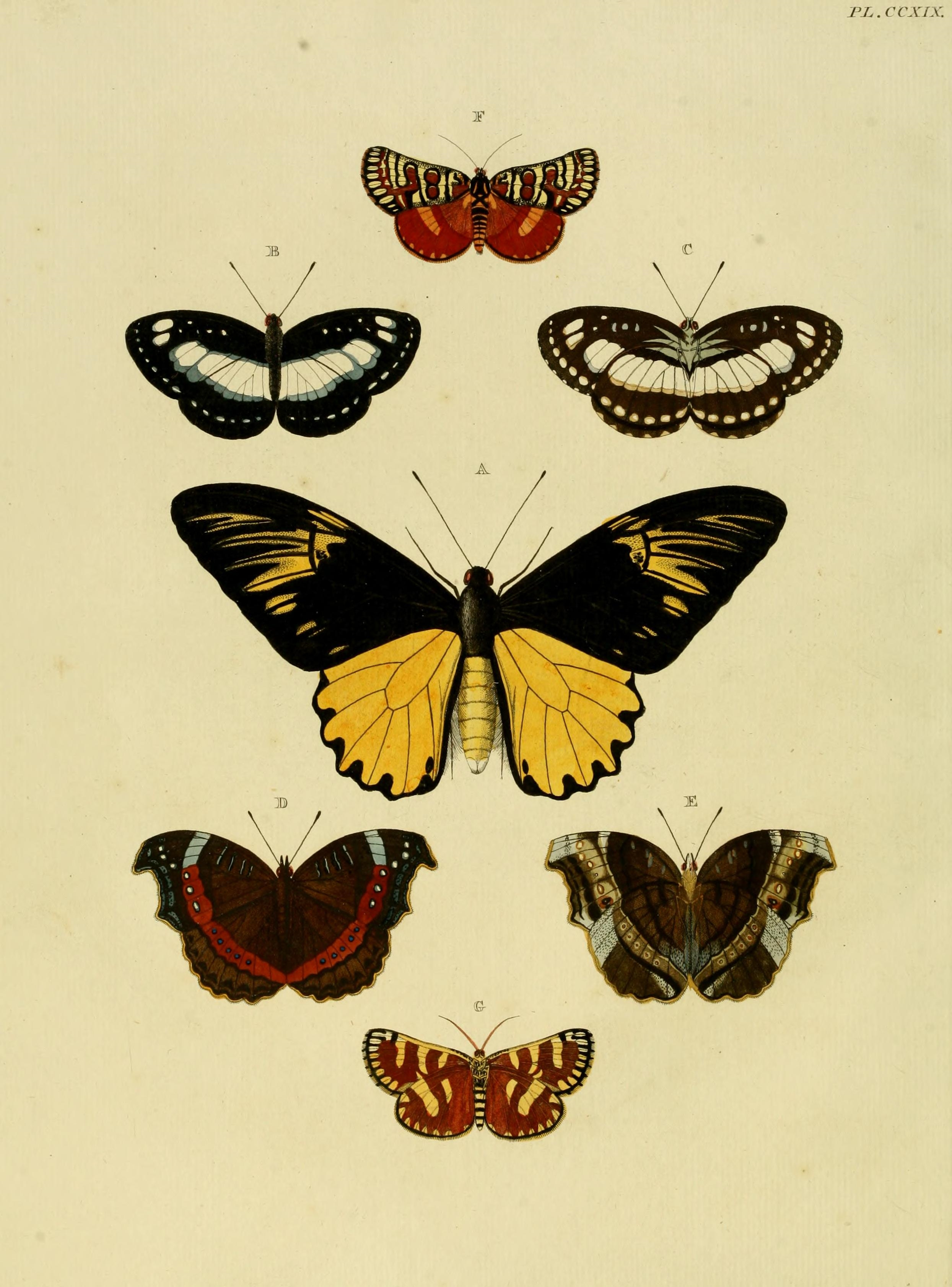
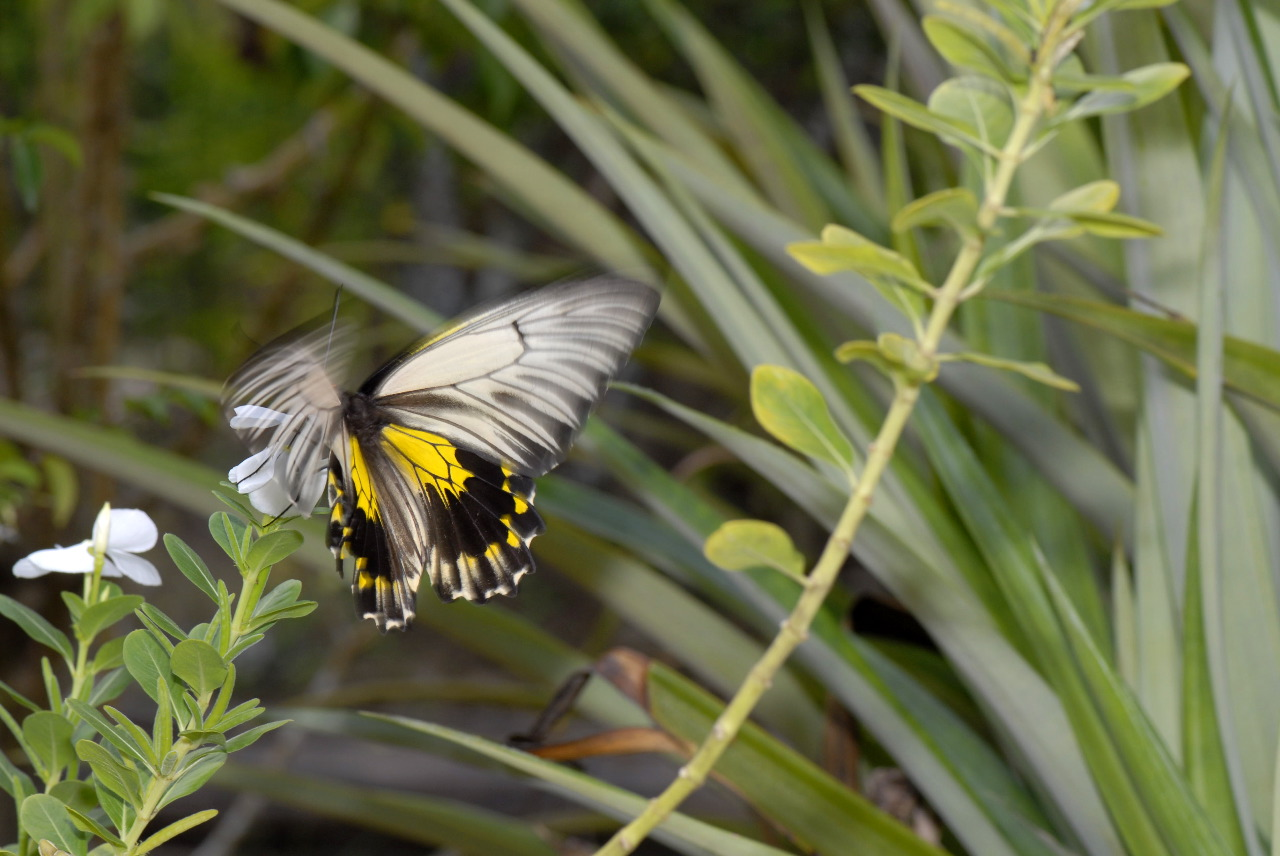
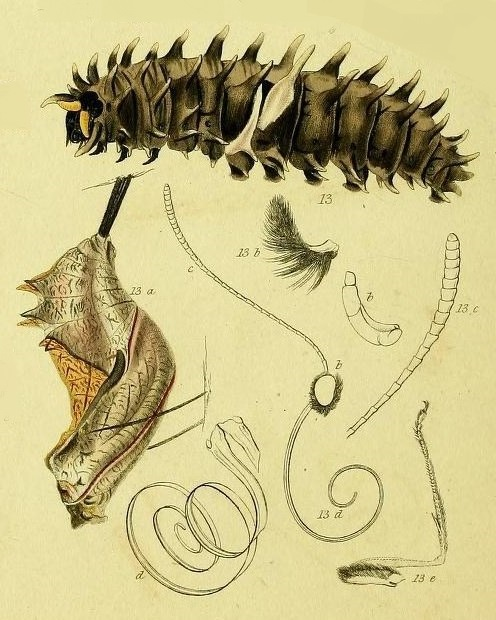
larv, puppa och olika detaljer